# Драган Швракић
Драган Швракић (Београд, 28. јануар 1952) је српски психијатар, академик и ван радни члан Одељења медицинских наука Српске академије наука и уметности од 30. октобра 2003.

## Биографија
Дипломирао је 1978. са просечном оценом 8.69, завршио је специјализацију из неуропсихијатрије 1984. и докторирао је са тезом „Нарцистички поремећај личности: песимизам као феноменолошка специфичност и дијагностички критеријум патолошког нарцизма” на Медицинском факултету Универзитета у Београду 1985. године. Следеће године је завршио субспециализацију из Психотерапије одраслих и исте године је оснивао први Центар за поремећаје личности у Београду, који је као такав био први центар те врсте у Европи. Кооснивач је Центра за психобиологију личности. Од 1979. године ради на Институту за психијатрију Универзитетског клиничког центра Србије. Фулбрајтову стипендију је добио 1988. на основу резултата истраживања и запажених публикација у иностранству, када одлази у Сједињене Америчке Државе. Године 1998. је завршио специјализацију из психијатрије на Вашингтонском универзитету у Сент Луису, положио је специјалистички испит и стекао је статус дипломате Америчког Борда за психијатрију и неурологију. Радио је као асистент на Катедри за неуропсихијатрију Медицинског факултета Универзитета у Београду 1987. године и као предавач на Катедри за последипломску наставу 1987—88, као гостујући инструктор психијатрије у Сент Луису 1990, као асистент професора психијатрије 1992, као гостујући професор на Медицинском факултету Универзитета у Београду од 1995, као ванредни професор на Медицинском факултету у Сент Луису 2001, као кодиректор и ванредни професор психијатрије у Центру за психобиологију личности у Сент Луису, као директор клинике „Психијатрија средњег запада и независни центар за ментално здравље” и програма за болести зависности у Сент Луису и као гостујући професор на Медицинским факултетима у Крагујевцу и Београду и на Департману за психологију Факултета за медије и комуникације у Београду.
Био је члан уређивачког одбора и уредник часописа Југословенског удружења психијатара „Енграми” 1979—1983, доживотни је члан Кингстонов националног регистра Who‘s Who од 2002. године, члан је бројних међународних стручних и научних организација, тимова за промовисање нових психофармака познатих фармацеутских компанија, ван радни је члан Одељења медицинских наука Српске академије наука и уметности од 30. октобра 2003. и Интернационалног конзорцијума за генетске студије менталних болести. Један је од чланова реномиране Сент Луис групе истраживача која је дала пионирске доприносе у студијама генотипско–фенотипске архитектуре сложених менталних болести, односно формулисала седмофакторски психобиолошки модел личности и поремећаја личности који је данас један од водећих у свету. Његови истраживачки радови са колегама са Универзитета у Вашингтону спадају у најцитираније у интернационалним размерама. Сврстан је међу најбоље докторе у Америци на основу гласова психијатара Америке од 2002. и сваке наредне године, као и међу најбоље докторе у Сент Луису, према St. Louis Magazine, сваке године од 2003. Изабран је од владе Италије за експерта италијанског Министарства образовања и као рецензент апликација за грантове које Влада Италије финансира из домена психијатрије.

## Истраживања
Одржао је по позиву велики број предавања у Србији, Шпанији, Италији, Норвешкој, Словенији и на великом броју америчких универзитета. Коистраживач или главни истраживач је у више научних пројеката финансираних од стране државних и приватних фондација. Био је главни истраживач пројеката „Нарцистички поремећај личности: дијагностички критеријуми” Научне заједнице Србије и „Превенција дијабетеса и кардио-васкуларних болести у менталних болесника” финансиран од стране Фондације за здравље Мисури. У последње две године ради на грантовима који се баве оптимизацијом електроконвулзивне терапије финансиран од Националног института за ментално здравље Сједињених Америчких Држава и примени репетитивне транскранијалне магнетне резонанце у терапији рефракторне депресије финансиран од стране приватне фондације у Сент Луису. Коаутор је једног од водећих тестова за испитивање структуре личности деце Junior Temperalment and Character Inventory, као и сарадник професора Клонингера у развоју једног од водећих тестова за личност одраслих Temperalment and Character Inventory.